# Сан-Жозе (футбольний клуб, Порту-Алегрі)
«Сан-Жозе» (порт. Esporte Clube São José) — футбольний клуб з міста Порту-Алегрі, Бразилія. Заснований 24 травня 1913 року. Команда бере участь у чемпіонаті бразильської Серії С, третьому дивізіоні бразильського футболу, а також у 
чемпіонаті Гаушу, вищому дивізіоні футбольної ліги штату Ріу-Гранді-ду-Сул.